# Il killer (fumetto)
Il killer (Le Tueur) è un miniserie a fumetti scritta da Matz ed illustrata da Luc Jacamon, pubblicata dal 1998 al 2014.

## Trama
Il fumetto segue le avventure in giro per il mondo di un anonimo sicario, apostrofato dagli altri personaggi semplicemente come "killer", mentre esegue con freddo distacco e professionalità il lavoro che gli viene assegnato.

## Albi
1. Long Feu (25 novembre 1998)
2. L'Engrenage (12 aprile 2000)
3. La Dette (24 agosto 2001)
4. Les Liens du sang (29 agosto 2002)
5. La Mort dans l’âme (24 ottobre 2003)
6. Modus vivendi (24 settembre 2007)
7. Le Commun des mortels (26 agosto 2009)
8. L'Ordre naturel des choses (16 giugno 2010)
9. Concurrence déloyale (1º marzo 2011)
10. Le Cœur à l'ouvrage (25 gennaio 2012)
11. La Suite dans les idées (9 gennaio 2013)
12. La Main qui nourrit (13 novembre 2013)
13. Ligne de fuite (17 settembre 2014)

I primi tre albi sono stati raccolti in un"integrale" nel 2008, edito in Italia da Rizzoli Lizard nel 2010, così come due anni più tardi il quarto e il quinto, completando il primo ciclo dell'opera. Nel 2016, è stata pubblicata un'"integrale" del secondo ciclo del fumetto, comprendente gli albi dal sesto al decimo.

## Premi e riconoscimenti
L'edizione statunitense dei primi tre albi è stata insignita da IGN del titolo di «miglior raccolta indipendente» del 2007 ed è stata candidata agli Eisner Awards 2008 nella categoria Miglior edizione statunitense di un fumetto internazionale.
Nel 2012 è stato citato dal critico di fumetti Paul Gravett tra i suoi "1001 fumetti da leggere nella vita".

## Adattamento cinematografico
Nel 2023 ne è stato realizzato un adattamento cinematografico per la regia di David Fincher, con Michael Fassbender nel ruolo del killer.